# Cừu Shrek

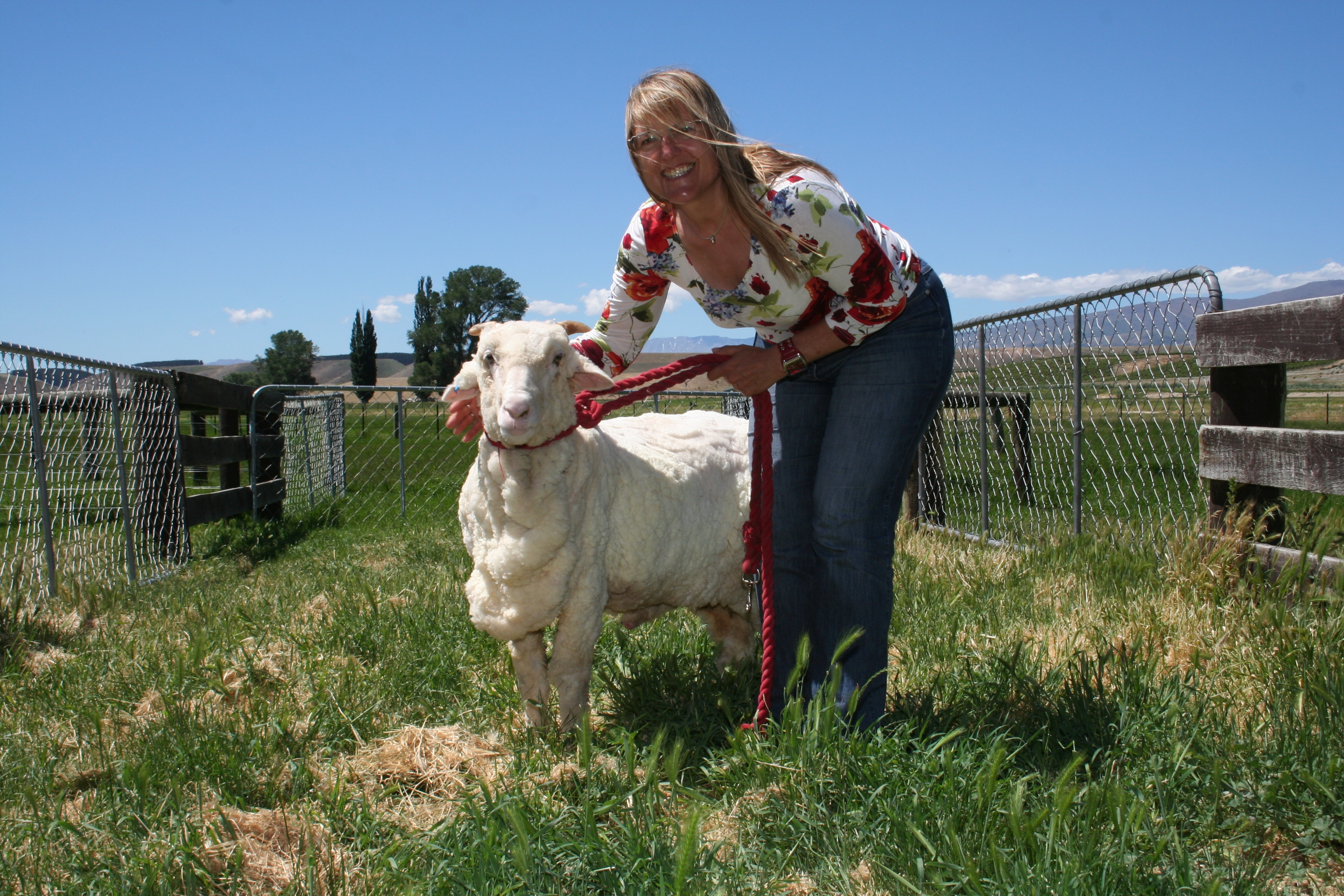
Cừu Shrek vào năm 2008

Cừu Shrek (27/11/1994 - 6/6/2011) là một con cừu thiến sống ở vùng Taras thuộc New Zealand. Cừu này thuộc giống cừu Merino. Nó chợt nổi lên như cồn nhờ vẻ ngoài đặc biệt của mình với bộ lông khổng lồ đủ dệt 20 áo cỡ lớn. 

## Nổi tiếng
Cừu Shrek đã trở nên nổi tiếng từ năm 2004 khi nó bị phát hiện đang lẩn trốn trong các hang động gần trang trại của mình để trốn tránh việc bị bắt giữ để cắt xén lông. Thông thường, cừu Merino phải cạo lông mỗi năm một lần. Nhưng với Shrek, không có gì khó chịu hơn việc phải trút bỏ chiếc áo khoác ấm áp của mình ra. Vì thế, nó đã lên kế hoạch trốn thoát để khỏi phải cạo lông vĩnh viễn.
Sau khi trốn thoát khỏi chuồng, Shrek chui vào hang động để trú ngụ Khi được phát hiện, sau 7 năm lẩn trốn, bộ lông mà cừu Shrek đã khoác trên người có trọng lượng lên tới 27kg, nặng bằng 5 lần một bộ lông cừu bình thường và có thể đủ may 20 áo len cỡ lớn dành cho nam giới. Trong suốt quãng thời gian bỏ trốn vào hang sống, con cừu Shrek không bao giờ phải đối mặt với nỗi sợ hãi cạo lông. Kể từ đó, lông của nó mọc ngày càng dày. Khi gặp lại Shrek, ông chủ nhân của nó hầu như không thể nhận ra sinh vật kỳ lạ trước mắt mình chính là con cừu đi lạc năm nào.
Mặc dù quá trình cạo lông thường diễn ra rất nhanh gọn, chỉ mất từ 5 tới 10 phút, hơn thế lại giúp cừu cảm thấy thoải mái hơn sau mỗi lần cạo nhưng Shrek cũng không phải con cừu duy nhất sợ cạo lông. Do bộ lông khổng lồ đã làm ảnh hưởng tới di chuyển cũng như che khuất tầm nhìn của Shrek nên cuối cùng người ta cũng quyết định giải cứu cho nó.

## Vinh danh
Toàn bộ diễn biến của quá trình cạo lông cho Shrek đã được chiếu trên tivi dưới sự chứng kiến của nhiều người. Toàn bộ số lông của Shrek đã được bán đấu giá để từ thiện cho trẻ em. Shrek bỗng trở nên nổi tiếng như một ngôi sao tại quốc gia này. Nó đã vinh dự được gặp Thủ tướng Helen Clark, thậm chí còn được minh họa trong sách của trẻ em.
Cừu Shrek đã chết vào ngày 6 tháng 6 năm 2011 (14 tuổi). Câu chuyện về Shrek được phát trên truyền hình và là nguồn cảm hứng cho các nhà văn viết nên 3 cuốn sách. Tin về chết của Shrek khiến nhiều độc giả trên mạng Internet dồn dập gửi lời chia buồn đến chủ trang trại. Các tờ báo của Newzealand cũng đã dành các trang nhất đưa tin về sự kiện này, trong khi đài truyền hình cũng đã phát nhiều bản tin, thu hút sự quan tâm của khoảng 4,3 triệu khán giả.